# Smithy
Smithy é um filme mudo do gênero comédia produzido nos Estados Unidos, dirigido por Hal Roach e com atuação de Stan Laurel.